# S Tonelero (S-42)
El S Tonelero (S-42) será el tercer submarino de la clase Riachuelo de Brasil, construido como parte del programa PROSUB.

## Construcción
Este submarino se encuentra bajo construcción con Itaguaí Construées Navais (Río de Janeiro). En 2020 estaba en proceso de integración de las secciones. Se prevé su entrega para 2023.